# Copa América Femenina 2014
La VII Copa América Femenina de 2014 se realizó en Ecuador en septiembre de 2014.
El torneo otorgó dos cupos y el repechaje para la Copa Mundial Femenina de Fútbol de 2015. Además, los cuatro mejores equipos clasificaron a los Juegos Panamericanos de 2015 a celebrarse en Toronto, Canadá y el campeón asegura su participación en los Juegos Olímpicos de Río de Janeiro 2016 (en 2014 fue el subcampeón porque el campeón fue el anfitrión olímpico Brasil).

## Candidaturas
- Bolivia[5]
- Ecuador

## Equipos participantes
| Equipos participantes | Equipos participantes | Equipos participantes | Equipos participantes | Equipos participantes |
| --------------------- | --------------------- | --------------------- | --------------------- | --------------------- |
| Argentina             | Bolivia               | Brasil                | Chile                 | Colombia              |
| Ecuador               | Paraguay              | Perú                  | Uruguay               | Venezuela             |

## Sedes
| Ecuador                            | Ecuador                                                       | Ecuador                           | Ecuador |
| Ambato                             | Quito                                                         | Quito                             |         |
| ---------------------------------- | ------------------------------------------------------------- | --------------------------------- | ------- |
| Estadio Bellavista                 | Estadio Olímpico Atahualpa                                    | Estadio Gonzalo Pozo Ripalda      |         |
| Capacidad: 18 000                  | Capacidad: 35 742                                             | Capacidad: 21 689                 |         |
|                                    |                                                               |                                   |         |
| Azogues                            | Quito Azogues Latacunga Sangolquí Riobamba Loja Cuenca Ambato | Cuenca                            |         |
| Estadio Jorge Andrade Cantos       | Quito Azogues Latacunga Sangolquí Riobamba Loja Cuenca Ambato | Estadio Alejandro Serrano Aguilar |         |
| Capacidad: 15 000                  | Quito Azogues Latacunga Sangolquí Riobamba Loja Cuenca Ambato | Capacidad: 22 000                 |         |
|                                    | Quito Azogues Latacunga Sangolquí Riobamba Loja Cuenca Ambato |                                   |         |
| Sangolquí                          | Quito Azogues Latacunga Sangolquí Riobamba Loja Cuenca Ambato | Latacunga                         |         |
| Estadio General Rumiñahui          | Quito Azogues Latacunga Sangolquí Riobamba Loja Cuenca Ambato | Estadio La Cocha                  |         |
| Capacidad: 7 500                   | Quito Azogues Latacunga Sangolquí Riobamba Loja Cuenca Ambato | Capacidad: 15 000                 |         |
|                                    | Quito Azogues Latacunga Sangolquí Riobamba Loja Cuenca Ambato |                                   |         |
| Loja                               | Quito Azogues Latacunga Sangolquí Riobamba Loja Cuenca Ambato | Riobamba                          |         |
| Estadio Federativo Reina del Cisne | Quito Azogues Latacunga Sangolquí Riobamba Loja Cuenca Ambato | Estadio Olímpico de Riobamba      |         |
| Capacidad: 14 935                  | Quito Azogues Latacunga Sangolquí Riobamba Loja Cuenca Ambato | Capacidad: 20 000                 |         |
|                                    | Quito Azogues Latacunga Sangolquí Riobamba Loja Cuenca Ambato |                                   |         |

## Partidos

### Primera fase
El sorteo se celebró el 22 de mayo de 2014
Los equipos se elaboraron en dos grupos de cinco equipos y jugarán una ronda dentro de su grupo, del 11 al 20 de septiembre. Los dos mejores equipos de cada grupo avanzarán a la segunda ronda.
Si los equipos terminan empatados en puntos, el orden se determinará de acuerdo con los siguientes criterios: 
1. Diferencia de goles en todos los partidos.
2. Mayor número de goles marcados en los encuentros de grupo.
3. Mejor resultado en los partidos entre los equipos empatados.
4. Sorteo, por parte de la organización.

#### Grupo A
| Equipo    | Pts | PJ | PG | PE | PP | GF | GC | Dif |
| --------- | --- | -- | -- | -- | -- | -- | -- | --- |
| Colombia  | 12  | 4  | 4  | 0  | 0  | 10 | 1  | +9  |
| Ecuador   | 6   | 4  | 2  | 0  | 2  | 3  | 3  | 0   |
| Uruguay   | 6   | 4  | 2  | 0  | 2  | 5  | 9  | -4  |
| Venezuela | 4   | 4  | 1  | 1  | 2  | 4  | 6  | -2  |
| Perú      | 1   | 4  | 0  | 1  | 3  | 1  | 4  | -3  |

| 11 de septiembre de 2014, 17:00 | Uruguay           | 1:3 (1:2) | Venezuela                                                         | Estadio Olímpico de Riobamba, Riobamba |                            |
|                                 | Lourdes Viana 42' | Reporte   | Yusmery Ascanio 9' · Gabriela García 23' · Daniuska Rodríguez 71' | Árbitro(s): Zulma Quiñonez             | Árbitro(s): Zulma Quiñonez |

| 11 de septiembre de 2014, 19:10 | Ecuador           | 1:0 (0:0) | Perú | Estadio Olímpico de Riobamba, Riobamba |                             |
|                                 | Adriana Barre 84' | Reporte   |      | Árbitro(s): Laura Fortunato            | Árbitro(s): Laura Fortunato |

| 13 de septiembre de 2014, 13:00 | Colombia                                                                 | 4:0 (2:0) | Uruguay | Estadio Bellavista, Ambato   |                              |
|                                 | Lady Andrade 6' · Leicy Santos 19' · Nataly Arias 58' · Diana Ospina 90' | Reporte   |         | Árbitro(s): Regildenia Moura | Árbitro(s): Regildenia Moura |

| 13 de septiembre de 2014, 15:10 | Ecuador           | 1:0 (1:0) | Venezuela | Estadio Bellavista, Ambato       |                                  |
|                                 | Erika Vásquez 30' | Reporte   |           | Árbitro(s): María Belén Carvajal | Árbitro(s): María Belén Carvajal |

| 15 de septiembre de 2014, 17:00 | Colombia                                                                             | 4:1 (2:0) | Venezuela           | Estadio Olímpico de Riobamba, Riobamba |                            |
|                                 | Yoreli Rincón 12' · Melissa Ortiz 40' · Oriánica Velásquez 65' · Tatiana Ariza 90+1' | Reporte   | Gabriela García 78' | Árbitro(s): Sirley Cornejo             | Árbitro(s): Sirley Cornejo |

| 15 de septiembre de 2014, 19:10 | Uruguay                                  | 2:1 (1:1) | Perú             | Estadio Olímpico de Riobamba, Riobamba |                                  |
|                                 | Mariana Pion 30' · Pamela González 90+2' | Reporte   | Emily Flores 14' | Árbitro(s): María Belén Carvajal       | Árbitro(s): María Belén Carvajal |

| 17 de septiembre de 2014, 13:00 | Venezuela | 0:0     | Perú | Estadio Bellavista, Ambato  |                             |
|                                 |           | Reporte |      | Árbitro(s): Laura Fortunato | Árbitro(s): Laura Fortunato |

| 17 de septiembre de 2014, 17:10 | Ecuador | 0:1 (0:0) | Colombia          | Estadio Bellavista, Ambato   |                              |
|                                 |         | Reporte   | Tatiana Ariza 60' | Árbitro(s): Regildenia Moura | Árbitro(s): Regildenia Moura |

| 19 de septiembre de 2014, 17:00 | Colombia          | 1:0 (1:0) | Perú | Estadio La Cocha, Latacunga |                            |
|                                 | Yoreli Rincón 39' | Reporte   |      | Árbitro(s): Zulma Quiñonez  | Árbitro(s): Zulma Quiñonez |

| 19 de septiembre de 2014, 19:10 | Ecuador                | 1:2 (0:1) | Uruguay                                | Estadio La Cocha, Latacunga |                            |
|                                 | Giannina Lattanzio 87' | Reporte   | Pamela González 7' · Yamila Badell 56' | Árbitro(s): Sirley Cornejo  | Árbitro(s): Sirley Cornejo |

#### Grupo B
| Equipo    | Pts | PJ | PG | PE | PP | GF | GC | Dif |
| --------- | --- | -- | -- | -- | -- | -- | -- | --- |
| Brasil    | 9   | 4  | 3  | 0  | 1  | 12 | 3  | +9  |
| Argentina | 9   | 4  | 3  | 0  | 1  | 9  | 1  | +8  |
| Paraguay  | 6   | 4  | 2  | 0  | 2  | 14 | 9  | +5  |
| Chile     | 6   | 4  | 2  | 0  | 2  | 6  | 5  | +1  |
| Bolivia   | 0   | 4  | 0  | 0  | 4  | 2  | 25 | -23 |

| 12 de septiembre de 2014, 17:00 | Argentina | 0:1 (0:0) | Chile              | Estadio Federativo Reina del Cisne, Loja |                               |
|                                 |           | Reporte   | Francisca Lara 47' | Árbitro(s): Gabriela Bandeira            | Árbitro(s): Gabriela Bandeira |

| 12 de septiembre de 2014, 19:10 | Brasil | 6:0 (2:0) | Bolivia | Estadio Federativo Reina del Cisne, Loja |                           |
|                                 | Miraildes Maciel 19' 73' · Andressa Alves 30' · Darlene De Souza 51' · Thaisa de Moraes 84' · Fabiana da Silva 90+2' | Reporte   |         | Árbitro(s): Juana Delgado                | Árbitro(s): Juana Delgado |

| 14 de septiembre de 2014, 13:00 | Bolivia | 0:6 (0:0) | Argentina                                                                             | Estadio Federativo Reina del Cisne, Loja |                             |
|                                 |         | Reporte   | Fabiana Vallejos 50' 72' · Florencia Bonsegundo 54' · Mariana Larroquette 62' 77' 88' | Árbitro(s): Yercinia Correa              | Árbitro(s): Yercinia Correa |

| 14 de septiembre de 2014, 15:10 | Paraguay       | 1:4 (1:2) | Brasil                                                                  | Estadio Federativo Reina del Cisne, Loja |                          |
|                                 | Ana Fleitas 9' | Reporte   | Andressa Alves 35' · Cristiane Rozeira 45+5' 56' · Fabiana Da Silva 57' | Árbitro(s): Silvia Reyes                 | Árbitro(s): Silvia Reyes |

| 16 de septiembre de 2014, 17:00 | Chile                                                                 | 3:0 (1:0) | Bolivia | Estadio Alejandro Serrano Aguilar, Cuenca |                            |
|                                 | Francisca Lara 26' (pen.) · Carla Guerrero 61' · Daniela Zamora 90+2' | Reporte   |         | Árbitro(s): Susana Corella                | Árbitro(s): Susana Corella |

| 16 de septiembre de 2014, 19:10 | Argentina          | 1:0 (1:0) | Paraguay | Estadio Alejandro Serrano Aguilar, Cuenca |                           |
|                                 | Micaela Cabrera 9' | Reporte   |          | Árbitro(s): Viviana Muñoz                 | Árbitro(s): Viviana Muñoz |

| 18 de septiembre de 2014, 17:00 | Bolivia              | 2:10 (0:4) | Paraguay | Estadio Alejandro Serrano Aguilar, Cuenca |                             |
|                                 | Jhanet Moron 43' 85' | Reporte    | Rebeca Fernández 10' 77' 81' 90+1' · Verónica Riveros 35' · Lourdes Ortíz 44' 89' · Dulce Quintana 65' · Jessica Martínez 75' 84' | Árbitro(s): Yercinia Correa               | Árbitro(s): Yercinia Correa |

| 18 de septiembre de 2014, 19:10 | Chile | 0:2 (0:1) | Brasil                                         | Estadio Alejandro Serrano Aguilar, Cuenca |                           |
|                                 |       | Reporte   | · Maurine Dorneles 22' · Cristiane Rozeira 49' | Árbitro(s): Viviana Muñoz                 | Árbitro(s): Viviana Muñoz |

| 20 de septiembre de 2014, 14:00 | Paraguay                                                      | 3:2 (1:0) | Chile                                   | Estadio Jorge Andrade Cantos, Azogues |                          |
|                                 | Lourdes Ortíz 15' · Dulce Quintana 78' · Jessica Martínez 85' |           | Francisca Lara 47' · Fernanda Araya 72' | Árbitro(s): Silvia Reyes              | Árbitro(s): Silvia Reyes |

| 20 de septiembre de 2014, 16:10 | Brasil | 0:2 (0:1) | Argentina                                        | Estadio Jorge Andrade Cantos, Azogues |                               |
|                                 |        | Reporte   | Aldana Cometti 23' · Estefania Banini 73' (pen.) | Árbitro(s): Gabriela Bandeira         | Árbitro(s): Gabriela Bandeira |

### Fase final
Los cuatro equipos jugarán un ronda todos contra todos en las ciudades de Quito y Sangolqui del 24 al 28 de septiembre. Los dos mejores equipos avanzarán directamente a la Copa Mundial Femenina de Fútbol de 2015, mientras el equipo que ocupe el tercer lugar jugará el repechaje intercontinental con el equipo que ocupe el cuarto lugar en el Premundial Femenino de CONCACAF de 2014. Los cuatro equipos que jueguen esta fase se clasificarán para el torneo femenino en los Juegos Panamericanos de 2015.
| Equipo    | Pts | PJ | PG | PE | PP | GF | GC | Dif |
| --------- | --- | -- | -- | -- | -- | -- | -- | --- |
| Brasil    | 7   | 3  | 2  | 1  | 0  | 10 | 0  | 10  |
| Colombia  | 5   | 3  | 1  | 2  | 0  | 2  | 1  | 1   |
| Ecuador   | 3   | 3  | 1  | 0  | 2  | 4  | 8  | -4  |
| Argentina | 1   | 3  | 0  | 1  | 2  | 2  | 9  | -7  |

| 24 de septiembre de 2014, 13:00 | Colombia | 0:0     | Argentina | Estadio Gonzalo Pozo Ripalda, Quito |                            |
|                                 |          | Reporte |           | Árbitro(s): Sirley Cornejo          | Árbitro(s): Sirley Cornejo |

| 24 de septiembre de 2014, 15:10 | Brasil                                       | 4:0 (3:0) | Ecuador | Estadio Gonzalo Pozo Ripalda, Quito |                             |
|                                 | Cristiane 14' 17' · Maurine 37' · Raquel 87' | Reporte   |         | Árbitro(s): Yercinia Correa         | Árbitro(s): Yercinia Correa |

| 26 de septiembre de 2014, 16:00 | Colombia                          | 2:1 (1:0) | Ecuador       | Estadio Rumiñahui, Sangolqui |                          |
|                                 | Echeverri 12' · Rincón 55' (pen.) | Reporte   | Lattanzio 86' | Árbitro(s): Silvia Reyes     | Árbitro(s): Silvia Reyes |

| 26 de septiembre de 2014, 18:10 | Brasil                                                                                  | 6:0 (2:0) | Argentina | Estadio Rumiñahui, Sangolqui     |                                  |
|                                 | Cristiane 32' · Andressa Alves 36' · Maurine 58' · Tayla 66' · Tamires 71' · Raquel 84' | Reporte   |           | Árbitro(s): María Belén Carvajal | Árbitro(s): María Belén Carvajal |

| 28 de septiembre de 2014, 10:00 | Argentina                   | 2:3 (2:1) | Ecuador                                     | Estadio Olímpico Atahualpa, Quito |                            |
|                                 | Banini 25' · Bonsegundo 30' | Reporte   | Caicedo 36' · Rodríguez 60' · Lattanzio 77' | Árbitro(s): Zulma Quiñones        | Árbitro(s): Zulma Quiñones |

| 28 de septiembre de 2014, 12:10 | Colombia | 0:0     | Brasil | Estadio Olímpico Atahualpa, Quito |                               |
|                                 |          | Reporte |        | Árbitro(s): Gabriela Bandeira     | Árbitro(s): Gabriela Bandeira |

|                           |
| Bandera de Brasil         |
| Campeón Brasil 6.º título |

## Repesca intercontinental
Se enfrentaron Trinidad y Tobago, cuarto lugar del clasificatorio de Concacaf contra Ecuador, tercer lugar de la fase final del torneo. El partido de ida se llevó a cabo el 8 de noviembre de 2014, en Quito, Ecuador, mientras que el partido de vuelta se jugó el 2 de diciembre de 2014, en Puerto España, Trinidad y Tobago.
| 8 de noviembre de 2014, 14:00 (UTC−5) | Ecuador | 0:0     | Trinidad y Tobago | Estadio Olímpico Atahualpa, Quito, Ecuador |                               |
|                                       |         | Reporte |                   | Árbitro(s): Bibiana Steinhaus              | Árbitro(s): Bibiana Steinhaus |

| 2 de diciembre de 2014, 18:00 (UTC−4) | Trinidad y Tobago | 0:1 (0:0) | Ecuador         | Estadio Hasely Crawford, Puerto España, Trinidad y Tobago |                            |
|                                       |                   | Reporte   | Quinteros 90+1' | Árbitro(s): Esther Staubli                                | Árbitro(s): Esther Staubli |

- Ecuador se clasificó a la Copa Mundial Femenina de Fútbol de 2015.

## Estadísticas
| Equipo | Equipo    | Pts | PJ | PG | PE | PP | GF | GC | Dif | Rend   |
| ------ | --------- | --- | -- | -- | -- | -- | -- | -- | --- | ------ |
| 1      | Brasil    | 16  | 7  | 5  | 1  | 1  | 22 | 3  | 19  | 76.19% |
| 2      | Colombia  | 17  | 7  | 5  | 2  | 0  | 12 | 2  | 10  | 80.95% |
| 3      | Ecuador   | 9   | 7  | 3  | 0  | 4  | 7  | 11 | -4  | 42.85% |
| 4      | Argentina | 10  | 7  | 3  | 1  | 3  | 11 | 10 | 1   | 47.61% |
| 5      | Paraguay  | 6   | 4  | 2  | 0  | 2  | 14 | 9  | 5   | 50%    |
| 6      | Chile     | 6   | 4  | 2  | 0  | 2  | 6  | 5  | 1   | 50%    |
| 7      | Uruguay   | 6   | 4  | 2  | 0  | 2  | 5  | 9  | -4  | 50%    |
| 8      | Venezuela | 4   | 4  | 1  | 1  | 2  | 4  | 6  | -2  | 33.33% |
| 9      | Perú      | 1   | 4  | 0  | 1  | 3  | 1  | 4  | -3  | 8.33%  |
| 10     | Bolivia   | 0   | 4  | 0  | 0  | 4  | 2  | 25 | -23 | 0%     |

## Goleadoras
Fecha de Actualización: 28 de septiembre de 2014
| Jugadora            | Selección | Goles |
| ------------------- | --------- | ----- |
| Cristiane Rozeira   | Brasil    | 6     |
| Rebeca Fernández    | Paraguay  | 4     |
| Mariana Larroquette | Argentina | 3     |
| Andressa Alves      | Brasil    | 3     |
| Maurine Dorlenes    | Brasil    | 3     |
| Francisca Lara      | Chile     | 3     |
| Giannina Lattanzio  | Ecuador   | 3     |

## Clasificados

### Juegos Olímpicos
| Bandera de Brasil | Bandera de Colombia |
| Brasil Anfitrión  | Colombia            |

### Copa Mundial
| Bandera de Brasil | Bandera de Colombia | Bandera de Ecuador |
| Brasil            | Colombia            | Ecuador            |

### Juegos Panamericanos 2015
| Bandera de Argentina | Bandera de Brasil | Bandera de Colombia | Bandera de Ecuador |
| Argentina            | Brasil            | Colombia            | Ecuador            |